# Gastrolychnis brachypetala
Gastrolychnis brachypetala là loài thực vật có hoa thuộc họ Cẩm chướng. Loài này được Tolm. & Kozuh. mô tả khoa học đầu tiên.